# Tibor Navracsics
Tibor Navracsics (Veszprém, 13 juni 1966) is een Hongaars politicus. Van november 2014 tot november 2019 was hij Europees commissaris namens Hongarije.

## Biografie
Van 6 juni 2014 tot 23 september 2014 was hij minister van Buitenlandse Zaken en Handel in het kabinet van Viktor Orbán. In het najaar van 2014 werd hij door de Hongaarse regering voorgedragen als Europees commissaris. Als Hongaars Eurocommissaris volgde hij László Andor op. Hij kreeg de portefeuille Onderwijs, Cultuur, Jongerenzaken en Sport. Zijn benoeming ging in op 1 november 2014 en eindigde op 30 november 2019.
Vytenis Andriukaitis · Andrus Ansip (tot 2 juli 2019) · Dimitris Avramopoulos · Elżbieta Bieńkowska · Violeta Bulc · Miguel Arias Cañete  · Corina Crețu (tot 2 juli 2019) · Valdis Dombrovskis  · Marija Gabriel (vanaf 4 juli 2017) · Kristalina Georgieva (tot 1 januari 2017) · Johannes Hahn · Jonathan Hill (tot 15 juli 2016) · Phil Hogan  · Věra Jourová · Jean-Claude Juncker · Jyrki Katainen · Julian King (vanaf 19 september 2016) · Cecilia Malmström · Neven Mimica · Carlos Moedas · Federica Mogherini · Pierre Moscovici · Tibor Navracsics · Günther Oettinger · Maroš Šefčovič · Christos Stylianides · Marianne Thyssen · Frans Timmermans · Karmenu Vella · Margrethe Vestager